# Adamus Wæfver
Adamus Wæfver, född i Linköpings församling, död i juni 1694 i Kullerstads församling, Östergötlands län, var en svensk präst.

## Biografi
Wæfver föddes i Linköpings församling. Han var son till borgaren Valentin Wæfver. Wæfver blev 4 oktober 1680 student vid Uppsala universitet och prästvigdes 9 mars 1692. Han blev 1693 kyrkoherde i Kullerstads församling och avled där 1694.

### Familj
Wæfver gifte sig 4 september 1692 med Brita Troman (född 1671). Hon var dotter till kyrkoherden Olaus Troman och Maria Jonsdotter i Kullerstads församling. Efter Wæfver död gifte Brita Troman sig med jägmästaren Gustaf Höök på Stegeborg.